# Cimetière de Fontenay-aux-Roses
Le cimetière de Fontenay-aux-Roses est le cimetière communal de Fontenay-aux-Roses dans les Hauts-de-Seine.

## Histoire et description
Réalisé par l'architecte Claude Naissant en 1850 et de plan rectangulaire avec des allées à angle droit, il présente deux parties : la partie haute la plus ancienne (avec des sépultures remontées de l'ancien cimetière) est ombragée d'arbres, la partie basse reliée par un escalier est moins intéressante d'un point de vue architectural, mais abrite des tombes de plusieurs personnalités. Le cimetière a été agrandi en 1874, 1909, 1950 et 1969. En 1919, on y plante un chêne - dit « chêne de la Victoire » - qui domine toujours de ses frondaisons une partie du cimetière. C'est ici qu'est inhumé le dissident russe Andreï Siniavski. Un columbarium est installé depuis 2001.

## Personnalités
- René Barthélemy (1889-1954), ingénieur pionnier de la télévision
- Adolphe Chéruel (1809-1891), historien, professeur de Flaubert
- Raphaël Collin (1850-1916), peintre
- Émile Decœur (1876-1953), céramiste
- Edmond Defonte (1862-1948), peintre
- Jacques Demogeot (1808-1894), universitaire spécialiste de littérature
- Bernard-Pierre Donnadieu (1949-2010), acteur
- Rudolf Ernst (1854-1932), peintre orientaliste d'origine autrichienne
- Alexandra Exter (1882-1949), peintre d'origine russe
- Gaston Joseph (1884-1977), gouverneur colonial et écrivain
- Charles Laisné (1819-1891), architecte, en particulier du lycée Janson-de-Sailly
- Pierre Laprade (1875-1931), peintre
- Sébastien Laurent (1887-1973), peintre, auteur du billet de cinq mille francs (Victoire) et d'autres
- Jacques Le Chevallier (1896-1987), verrier et vitrailliste
- René Letourneur (1898-1990), sculpteur
- Étienne Lorin (1913-1975), chansonnier et accordéoniste
- Ferdinand Lot (1866-1952), historien médiéviste, et Myrrha Lot (1882-1954), historienne médiéviste
- Marie Nodier (1811-1893), femme de lettres, fille de Charles Nodier

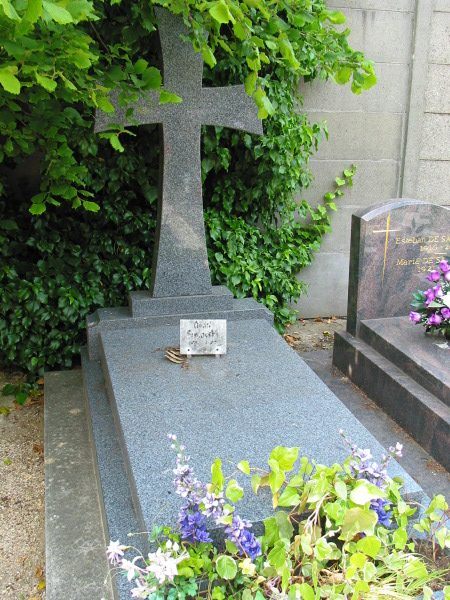
Tombe d'Andreï Siniavski.

- Augustin Pajou (1730-1809), sculpteur
- Edmond Rigal (1902-1996), graveur
- Lionel Royer (1852-1926), peintre, avec sa femme Henriette morte dans l'incendie du bazar de la Charité (1897)
- Andreï Siniavski (1925-1997), écrivain et dissident russe
- Armel Auguste Soubise, maire de Fontenay de 1908 à 1919
- Albert Vidalie (1913-1971), scénariste et parolier